# René Peters (Chemiker)
René Peters (* 26. August 1971 in Simmerath) ist ein deutscher Chemiker und seit 2008 als Professor für organische Chemie an der Universität Stuttgart tätig. 

## Leben und Wirken
Peters studierte von 1992 bis 1997 Chemie an der RWTH Aachen und promovierte im Anschluss daran bis 2000 bei Dieter Enders. Es folgte ein Aufenthalt als Postdoc an der Harvard University bei Yoshito Kishi als Stipendiat des DAAD (NATO-Programm). Von 2001 an war er für 3 Jahre als Process Research Chemiker bei F. Hoffmann-La Roche LTD (Basel) tätig. Von 2004 bis 2008 war Peters an der ETH Zürich als Assistenzprofessor. Seit 2008 ist er als Professor für organische Chemie an der Universität Stuttgart tätig.
Die Forschungsgruppe um Peters ist eine der weltweit führenden Gruppen im Bereich der kooperativen asymmetrischen Katalyse. Hierbei steht die Entwicklung bi- und polyfunktionaler Katalysatoren im Vordergrund, deren Wirkungsweise an Enzyme angelehnt ist, obwohl die Struktur der artifiziellen Katalysatoren deutlich einfacher ist als die von Enzymen. Oftmals kooperiert in den Peters-Katalysatoren eine Lewis-Säure mit geladenen, nicht-metallischen Funktionalitäten, wie Ammonium-, Pyridinium- oder Olium-Salzen, Betain-Einheiten und klassischen Wasserstoffbrücken-Donoren. Durch die verschiedenen funktionellen Gruppen gelingt oftmals eine simultane Aktivierung und gezielte räumliche Ausrichtung beider Reaktionspartner, so dass exzellente katalytische Aktivität mit sehr hoher Stereokontrolle kombiniert werden kann. Im Vergleich zu Enzymen weisen die artifiziellen Katalysatoren eine wesentlich größere Anwendungsbreite auf. Neben der Entwicklung der Katalysatoren für die asymmetrische Katalyse untersucht die Forschungsgruppe Peters deren mechanistische Wirkungsweise in einem interdisziplinären Ansatz.
Bekannt ist die Forschungsgruppe zudem für ihre Entwicklung von planar chiralen Metallacyclen, in denen oftmals eine intramolekulare Kooperation von zwei Metallzentren genutzt werden konnte.